# Embia ramburi
Embia ramburi ist eine in Südwesteuropa beheimatete Art der Tarsenspinner.

## Merkmale
Die Tiere sind immer flügellos. Männchen sind tiefschwarz gefärbt, die Weibchen bräunlich, mitunter mit leichten Purpurtönen. Die Intersegmentalhäute sind hell gefärbt, der Kopf ist runder als bei Embia amadorae.

## Verbreitung und Lebensraum
Die Art lebt in Südwesteuropa, genauer in Spanien, in Südfrankreich, wo sie entlang der Küste von den Pyrenäen bis zu den Alpen und auf Korsika vorkommt, und in Italien inklusive Sardinien und Sizilien. Es handelt sich um eine der häufigsten europäischen Arten der Tarsenspinner.

## Taxonomie
Ein Synonym der Art lautet Monotylota ramburi (Rimsky-Korsakow, 1905).